# Совіна-Блотна
Совіна-Блотна (пол. Sowina Błotna, нім. Eulendorf) — село в Польщі, у гміні Плешев Плешевського повіту Великопольського воєводства. Населення — 306 осіб (2011).
У 1975-1998 роках село належало до Каліського воєводства.

## Демографія
Демографічна структура станом на 31 березня 2011 року:
|          | Загалом | Допрацездатний вік | Працездатний вік | Постпрацездатний вік |
| -------- | ------- | ------------------ | ---------------- | -------------------- |
| Чоловіки | 151     | 38                 | 101              | 12                   |
| Жінки    | 155     | 32                 | 90               | 33                   |
| Разом    | 306     | 70                 | 191              | 45                   |